# Dahlgrenius trispecularis
Dahlgrenius trispecularis är en skalbaggsart som beskrevs av Vienna och Kanaar 1996. Dahlgrenius trispecularis ingår i släktet Dahlgrenius och familjen stumpbaggar. Inga underarter finns listade i Catalogue of Life.